# Anabel Ochoa
Ana Isabel Otxoa (Bilbao, 14 de diciembre de 1955 - Ciudad de México, 19 de noviembre de 2008), también Anabel Ochoa, fue una sexóloga, psicoanalista, actriz, escritora y locutora española. Residió durante más de 20 años en México.

## Biografía
Nace en Bilbao, España, el 14 de diciembre de 1955.  A lo largo de su vida vivió en varios países, entre los que se cuentan Sri Lanka, India, Indonesia, la Polinesia Francesa y México, país este último donde vivió durante más de 20 años hasta su fallecimiento. Realizó estudios de psicología y psiquiatría en su país natal, con especialidades en sexología, psicología social, psiquiatría comunitaria y psicoterapia grupal, entre otros. Adquirió un doctorado en medicina oriental de la Universidad de Pekín (con sede en Sri Lanka), trabajó en investigación científica, labor clínica y docencia universitaria.
Su llegada a México fue con el fin de editar un libro. Sin embargo, permaneció en el país, donde empezó a desempeñarse como comunicadora, revolucionando el tema de la sexualidad a través de su participación en varios programas de televisión y de diversos espacios propios en la radio mexicana, caracterizándose por su lenguaje directo y sin tapujos para abordar dichos temas ("sin pelos en la lengua" era como ella misma describía su estilo). Cabe mencionar que Anabel Otxoa marcó un antes y un después en la difusión de la educación sexual mexicana, pasando así de programas radiofónicos nocturnos a transmisiones diurnas con repeticiones en diferentes estaciones, sumando así nueve horas de programa diario, de las cuales tres horas eran en vivo y seis de repeticiones. También fue colaboradora de diversos programas televisivos, entre los que destacan: Hoy, El Circo de Brozo, Con sello de mujer y Sexo en la ciudad, entre otros.
En una entrevista dijo lo siguiente:
"¿Por qué tenerle miedo a la actitud de demostrar nuestra sexualidad? Les dire por qué. Siendo seres humanos, pensamos que separamos de una crítica de inconfundible odio racial o a la crítica que trata de construir un escalón nuevo al respeto a la vida tanto bisexual, homosexual, lésbica y transgénero, no ocultamos el mismo al género heterosexual y no tratamos de explorar lo bueno de la vida, porque no sólo establecemos en nuestro propio criterio bardas o paredes que no nos permiten, no nos ayudan a saber cómo reaccionar a respetar o a no causar daños psicológicos a estas personas maravillosas. Sin embargo, todos tenemos este criterio que podemos formarlo sanamente o podemos dejarlo en el olvido."
Falleció víctima de un derrame cerebral en la Ciudad de México el 19 de noviembre de 2008.

## Vida personal
Madre de dos hijas y esposa del escritor Josu Iturbe.

## Obras
- Respuestas para vivir una sexualidad inteligente y segura
- Más respuestas para vivir una sexualidad inteligente y segura
- Erotika Tanatika Libro de cuentos en coautoría con Josu Iturbe. Finalista del Premio Internacional de Literatura Erótica La Sonrisa Vertical.
- Tras el falo Novela. Finalista del Premio Internacional de Literatura Erótica La Sonrisa Vertical.
- La lengua muerta Poemario. Ediciones Imprevisibles (1998)
- Mitos y realidades del sexo joven
- La palabra común
- Diccionario erótico, versiones y perversiones: Los claroscuros de la sexualidad humana
- Vida en pareja
- El conversador (2007)
- El universo de la sexualidad (2008)

## Medios de comunicación
- Animal Nocturno.....
- Desnudo total (1999). Transmitido por XEW azul y plata.
- Voces en la intimidad (2001). Transmitido por la estación de radio Radio ACIR
- Sin Miedo a Las Palabras (2004-2008) Transmitido por la estación de radio la 12-60, con repeticiones en 88.9 Noticias.
- Hoy (sección de sexualidad de este programa televisivo transmitido por el Canal de las Estrellas)
- Los monólogos de la vagina Actriz en la puesta teatral basada en la obra original de Eve Ensler (2001-2008)
- Desnudarse, revista de sexología. Directora General.